# Bibilava Faculae
La Bibilava Facula è una struttura geologica della superficie di Mercurio.